# Idalou
Idalou è un centro abitato degli Stati Uniti d'America situato nella contea di Lubbock dello Stato del Texas.
La popolazione era di 2.250 persone al censimento del 2010. Fa parte dell'area metropolitana di Lubbock.

## Geografia fisica
Idalou è situata a 33°39′43″N 101°41′03″W (33.661938, -101.684234), 7 miglia (11 km) a nord est di Lubbock.
Secondo lo United States Census Bureau, ha un'area totale di un miglio quadrato (2,5 km²).

## Società

### Evoluzione demografica
Secondo il censimento del 2000, c'erano 2.157 persone, 796 nuclei familiari e 593 famiglie residenti nella città. La densità di popolazione era di 2.201,5 persone per miglio quadrato (849,8/km²). C'erano 851 unità abitative a una densità media di 868,6 per miglio quadrato (335,3/km²). La composizione etnica della città era formata dal 70,00% di bianchi, lo 0,60% di afroamericani, lo 0,70% di nativi americani, lo 0,14% di asiatici, lo 0,14% di isolani del Pacifico, il 26,94% di altre razze, e l'1,48% di due o più etnie. Ispanici o latinos di qualunque razza erano il 42,98% della popolazione.
C'erano 796 nuclei familiari di cui il 36,8% aveva figli di età inferiore ai 18 anni, il 60,1% aveva coppie sposate conviventi, il 10,7% aveva un capofamiglia femmina senza marito, e il 25,4% erano non-famiglie. Il 24,2% di tutti i nuclei familiari erano individuali e il 12,8% aveva componenti con un'età di 65 anni o più che vivevano da soli. Il numero di componenti medio di un nucleo familiare era di 2,71 e quello di una famiglia era di 3,22.
La popolazione era composta dal 29,3% di persone sotto i 18 anni, il 7,8% di persone dai 18 ai 24 anni, il 25,5% di persone dai 25 ai 44 anni, il 23,3% di persone dai 45 ai 64 anni, e il 14,0% di persone di 65 anni o più. L'età media era di 37 anni. Per ogni 100 femmine c'erano 87,6 maschi. Per ogni 100 femmine dai 18 anni in giù, c'erano 82,6 maschi.
Il reddito medio di un nucleo familiare era di 34.167 dollari e quello di una famiglia era di 39.766 dollari. I maschi avevano un reddito medio di 29.556 dollari contro i 20.150 dollari delle femmine. Il reddito pro capite era di 14.664 dollari. Circa il 10,2% delle famiglie e l'11,2% della popolazione erano sotto la soglia di povertà, incluso il 12,2% di persone sotto i 18 anni e il 10,9% di persone di 65 anni o più.